# Мазур, Элияху
Элияху Мазур (ивр. אֵלִיָּהוּ מָזוּר‎; 1889, Польша — 24 сентября 1973, Израиль) — польский и израильский общественный деятель, лидер еврейской общины Варшавы, депутат кнессета 1-го созыва от «Объединённого религиозного фронта».

## Биография
Родился в 1889 году в Загуруве, Калишской губернии (ныне Польша), в семье раввина Меира-Цви Мазура и его жены Рахиль. Получил религиозное образование в Бейт-Мидраше в Загуруве. Был одним из организаторов отделения движения «Мизрахи» в Вроцлаве, но позже присоединился к «Агудат Исраэль», стал членом исполнительного комитета организации в Польше, а в 1924 году стал членом исполнительного комитета всемирного объединения «Агудат Исраэль».
Был членом исполнительного комитете Организации еврейских торговцев в Польше, а в 1929—1939 годах был президентом этой организации. В 1933—1938 годах возглавлял еврейскую общину Варшавы. В 1934—1939 годах был президентом «Иешивы мудрецов Люблина».
После начала Второй мировой войны покинул Варшаву и переехал в Львов, а оттуда в Вильнюс. В 1940 году репатриировался в Подмандатную Палестину, открыл алмазное предприятие в Тель-Авиве. Был членом руководства Ассоциации промышленников и Ассоциации производителей алмазов Израиля. Был членом комитета по спасению европейских евреев.
В 1948—1949 годах исполнял обязанности члена Временного государственного совета Израиля. 11 марта 1949 года стал депутатом кнессета 1-го созыва от «Объединённого религиозного фронта» вместо ушедшего в отставку Моше Кельмера. Работал в законодательной комиссии, комиссии по делам кнессета, комиссии по образованию и культуре и комиссии по экономике.
В 1912 году женился на Голде Клингер, в браке родились дочери Ривка и Рахиль.
Умер 24 сентября 1973 года.